# Georges Gilson
Georges Edmond Robert Gilson (ur. 30 maja 1929 w Paryżu, zm. 27 listopada 2024) – francuski duchowny rzymskokatolicki, w latach 1996–2004 arcybiskup Sens i prałat terytorialny Mission de France.

## Życiorys
29 czerwca 1956 został wyświęcony na diakona. Święcenia kapłańskie przyjął 20 kwietnia 1957. 13 lipca 1976 został mianowany biskupem pomocniczym Paryża ze stolicą tytularną Benda. Sakrę biskupią otrzymał 9 października 1976. 13 sierpnia 1981 objął urząd biskupa Le Mans, a 2 sierpnia 1996 arcybiskupem Sens i prałatem terytorialnym Mission de France. 31 grudnia 2004 przeszedł na emeryturę.